# 阪急バス千里営業所
阪急バス千里営業所（はんきゅうバスせんりえいぎょうしょ）は、大阪府吹田市津雲台にある阪急バスの営業所。
最寄りの停留所は「千里営業所前」または「津雲台七丁目」。営業所略号は「千」。

## 概要
古くは吹田営業所傘下の新千里出張所として、現在の千里ニュータウン線・吹田市内線の運行を担当していた。1969年4月28日には千里営業所に格上げされ、現在地に移転。同時に、旧豊中営業所（1970年閉鎖の熊野田車庫）より豊中市内線（元は阪北ローカル線として発展）を受け持った。
北摂の中心地で、阪急バスでも1・2を争う拠点である千里中央バスターミナルを中心に、豊中市北部〜中部や千里ニュータウン内を走行する路線を持つ。2020年6月現在、所有車両数は茨木営業所の133両に次ぐ128両で、運行系統数も91と最も多い。

## 現行路線
管轄路線数はそれほど多くはないものの、豊中市内線・千里ニュータウン線といった本数や系統数の多い路線を複数抱えている。
阪急バス最大のターミナルである千里中央に最も近い営業所であり、路線の多くが千里中央または桃山台駅を1つの拠点に据えている。

### 豊中市内線
阪急バス全路線でも最高クラスの利用客数・本数を誇る、同社の代表的な路線の1つ。
主に北大阪急行の千里中央駅・桃山台駅と阪急宝塚線の豊中駅を、豊中市北部及び中部の各地を経由して結ぶ。
大人250円・小児130円の均一運賃で、当路線専用の1日乗車券もある。
運行形態は「千里中央 - 阪急豊中駅」と「桃山台駅 - 阪急豊中駅」の2つの区間を骨子に、経由地によりそれぞれの系統に大きく分けられる。また、千里中央 - 阪急豊中駅 - 桃山台駅間を直通する系統や桃山台駅 - 阪急豊中駅 - 桃山台駅と循環する系統もある。
2008年12月12日のダイヤ改正で26年振りの抜本的な再編が行われ、千里中央 - 桃山台駅間直通系統や桃山台駅を基点とする循環系統の増加や、系統番号の整理（豊中で番号を分断）、一部系統の減回・廃止が行われた。2021年4月12日改正では阪急豊中駅をまたぐ系統（系統番号を切り替えて直通）については日中のみの運行に変更、朝夕は阪急豊中駅で打ち切る形となった。また、阪急曽根駅と阪急豊中駅間（阪急宝塚本線高架と並行する区間）についても日中と夜の一部便のみの運行となった。
千里中央 - 阪急豊中駅の区間を走る系統は40番台で、下1桁は0 - 4が北緑丘団地系統、5が東豊中経由、その他が派生系統となる。なお、千里中央 - 阪急豊中駅間の所要時間は短い順から、上野坂一丁目（25分）＜東豊中（28分）＜西緑丘（30分）＜北緑丘（39分）経由となる。
阪急豊中駅 - 桃山台駅の区間を走る系統は上記の改編以降、旭ヶ丘方面を経由する系統が20番台、東豊中団地前方面を経由する系統が30番台に整理された。直通系統の中には桃山台駅 - 阪急豊中駅 - 桃山台駅間を循環する系統もある。
系統名については公式に使用されていることが判明しているもののみ記載。

#### 北緑丘系統
市内屈指の利用客数を誇る北緑丘団地と各駅を結ぶ。千里中央 - 阪急豊中駅間の基幹路線で最も本数が多く、データイム10分毎の運行。
日中は半数が直通系統で、阪急豊中駅折り返しと交互に運行される。41・43・44系統のいずれも1時間に1本運行されている。これらは阪急豊中駅からの直通先によってそれぞれの番号が設定されており、いずれもこの番号で運行される区間内（千里中央→阪急豊中駅）は40系統と全く同じ経路を取る。千里中央行きについては直通便も全て40系統となる。
2008年改正では千里中央 - 桃山台駅を直通する系統でも北緑丘団地経由が基本となり、阪急曽根駅・旭ヶ丘経由または東豊中団地前経由の2ルートだったのが、さらに豊中市役所北・旭ヶ丘経由を加えた3ルートとなった。また、柴原阪大前駅経由便が桜井谷経由から少路二丁目経由になった。
2008年12月の改正より深夜バスの運行が開始された。
新船場南橋・豊島高校前は箕面市内に位置する。
千里中央では2のりば、阪急豊中駅では1番のりばからの発車。
- 40系統：千里中央 - 豊島高校前 - 北緑丘団地 - 永楽荘四丁目 - 桜井谷 - 柴原 - 豊中本町四丁目 - 阪急豊中駅[直通 1]
  - 北緑丘団地 - 阪急豊中駅、千里中央 - 柴原、千里中央 - 北緑丘団地の区間便あり。土休日は22時台以降の千里中央発は全て柴原止まりとなる。
  - 深夜バスの本数が非常に多い。該当するのは平日の千里中央発柴原行き3本、阪急豊中駅発千里中央行き・北緑丘団地行き各1本、土休日の千里中央発柴原行き2本、阪急豊中駅発千里中央行き1本。

- 41系統：千里中央 → 豊島高校前 → 北緑丘団地 → 永楽荘四丁目 → 桜井谷 → 柴原 → 豊中本町四丁目 → 阪急豊中駅[直通 2]

- 43系統：千里中央 → 豊島高校前 → 北緑丘団地 → 永楽荘四丁目 → 桜井谷 → 柴原 → 豊中本町四丁目 → 阪急豊中駅[直通 3]

- 44系統：千里中央 → 豊島高校前 → 北緑丘団地 → 永楽荘四丁目 → 桜井谷 → 柴原 → 豊中本町四丁目 → 阪急豊中駅[直通 4]

- 46系統：千里中央 - 豊島高校前 - 永楽荘四丁目 - 桜井谷 - 柴原 - 豊中本町四丁目 - 阪急豊中駅
  - 平日朝のみの運行で利用客の多い北緑丘団地を経由せず（代わりに平日朝は北緑丘団地始発千里中央または阪急豊中駅行き40系統を設定）、団地を経由する40系統と棲み分けを図り混雑緩和に努めている。
  - 2024年改正では千里中央行きが一度廃止されていた。

- 48系統：北緑丘団地 - 西緑丘 - 少路二丁目 - 柴原阪大前駅（市立豊中病院前） - 豊中本町四丁目 - 阪急豊中駅[直通 5]
  - 全便直通系統で、北緑丘団地 - 阪急豊中駅間では48系統、阪急豊中駅 - 桃山台駅間では30・32系統として運行する。
  - 病院輸送を目的としているため、平日昼間1時間に1本のみの運行。
  - 上野口は北緑丘団地発のみ、中央環状柴原口は北緑丘団地行のみ停車。

#### その他千里中央発着
東豊中経由の45系統・上野坂一丁目経由の49系統・西緑丘経由の47系統があり、この他に千里中央発の循環系統として10系統が設定されている。
昼間の45・47系統は15分間隔で運行されている。49系統は約1時間毎と少ない。
2008年12月の改正では、49系統の一部が45系統に差し替えられ、上野坂一丁目を経由する便が削減された。また、上野坂一丁目経由の千里中央 - 桃山台駅間の連続運行や、豊中 - 上野坂一丁目・東豊中循環系統は廃止になった。
千里中央 - 豊中間では、日出町 - 千里中央間の豊中営業所担当の阪北線9系統（上野坂一丁目経由）・10系統（東豊中経由、先代）が並行して走っていたが、2020年10月5日再編で廃止となり、当系統に統合された。9・10系統（先代）はそれぞれ2時間に1本ずつで、両者合わせて1時間毎の運行であった。両系統があった時代は49系統は9系統と合わせて1時間毎、45系統は10系統（先代）を含めて約15分毎になっていた。
阪急豊中駅では全て2番のりばからの発車。
- 45系統：千里中央 - 西町二丁目 - 島熊山 - 東豊中 - 東豊中団地前 - 上野小学校前 - 豊中高校前 - 阪急豊中駅[直通 6]
  - 日中は30分間隔で運行され、阪急豊中駅からは20系統として直通。
  - 平日の阪急豊中駅発千里中央行き最終は深夜バス。
  - 千里中央では49系統とともに1のりば発。

- 49系統：千里中央 - 西町二丁目 - 上野坂一丁目 - 上野小学校前 - 豊中高校前 - 阪急豊中駅
  - 千里中央 - 阪急豊中駅を走行する系統で、駅間の所要時間が最も短い。
  - 運行間隔は2時間おきと千里中央発着の系統としては少なく、夜は千里中央19時台発・阪急豊中駅20時台発までの運行。

- 47系統：千里中央 - 西町二丁目 - 緑丘 - 西緑丘 - 少路二丁目 - 上野西三丁目 - 豊中高校前 - 阪急豊中駅
  - 運行本数は多いが、直通系統は設定されていない。
  - 千里中央発の夜2本は少路二丁目止め。
  - 平日は千里中央発少路二丁目行き1本と阪急豊中駅発千里中央行き2本が深夜バス。
  - 千里中央では3のりばからの発車。

#### 桃山台駅・東豊中団地前経由
駅前を除いた豊中市内停留所では最大の利用客数を誇る東豊中団地前から、主に桃山台駅への足となる系統群。
東豊中団地前 - 阪急豊中駅間は千里中央方面45系統と同様の上野小学校前経由で運行される30系統の他に、上野西三丁目経由でやや遠回りする35系統、熊野田小学校前・阪急曽根駅方面へ大きく迂回し旭ヶ丘方面からの25系統と合流する38系統（いずれも直通先による派生系統を含む）がある。
系統番号は30番台が与えられている。
桃山台駅では4番のりば、阪急豊中駅では38系統のみ4番・その他は3番のりばからの発車。
- 30系統：津雲台七丁目 - 桃山台駅 - 東豊中五丁目 - 東豊中小学校前 - 東豊中団地前 - 上野小学校前 - 豊中高校前 - 阪急豊中駅[直通 7]
  - 32系統・33系統は直通先に応じてそれぞれの番号で区別されており、この番号で運行される津雲台七丁目・桃山台駅→阪急豊中駅の区間内は本系統の阪急豊中駅行きと全く同じ経路である。
  - 20系統への直通便は平日2本、22系統からの直通便は平日1本のみで、いずれも桃山台駅発着。

- 32系統：津雲台七丁目 → 桃山台駅 → 東豊中五丁目 → 東豊中小学校前 → 東豊中団地前 → 上野小学校前 → 豊中高校前 → 阪急豊中駅[直通 8]
  - 平日のみ。土休日昼間は代わりに桃山台駅 - 阪急豊中駅の30系統が運行される。

- 33系統：津雲台七丁目 → 桃山台駅 → 東豊中五丁目 → 東豊中小学校前 → 東豊中団地前 → 上野小学校前 → 豊中高校前 → 阪急豊中駅[直通 9]

- 35系統：津雲台七丁目 - 桃山台駅 - 東豊中五丁目 - 東豊中小学校前 - 東豊中団地前 - 上野坂 - 上野西三丁目 - 豊中高校前 - 阪急豊中駅[直通 10]
  - 津雲台七丁目発着は阪急豊中駅以遠に直通しない便のみ。

- 36系統：桃山台駅 → 東豊中五丁目 → 東豊中小学校前 → 東豊中団地前 → 上野坂 → 上野西三丁目 → 豊中高校前 → 阪急豊中駅[直通 11]

- 38系統：津雲台七丁目 - 桃山台駅 - 東豊中五丁目 - 東豊中小学校前 - 東豊中団地前 - 熊野町西 - 熊野町一丁目 - 熊野田小学校前 - 長興寺 - 阪急曽根駅 - 阪急岡町駅 - 克明小学校前 - 阪急豊中駅[直通 12]
  - 阪急曽根駅 - 阪急豊中駅の間は日中のみの運行。また、津雲台七丁目 - 桃山台駅間の運行は寡少で津雲台七丁目 - 阪急豊中駅間の通し運行は行われていない。
  - 早朝の2本並びに平日朝の一部に、熊野町一丁目発桃山台駅行きの便がある。
  - 上記の改正で阪急曽根駅発着便の一部が阪急豊中駅・桃山台駅方面への循環連続運行となった。

- 39系統：津雲台七丁目 → 桃山台駅 → 東豊中五丁目 → 東豊中小学校前 → 東豊中団地前 → 熊野町西 → 熊野町一丁目 → 旭ヶ丘 → 旭ヶ丘北口
  - 2021年新設。夕方以降の片道のみ。桃山台駅始発が基本で、津雲台七丁目始発は平日の1本のみ。
  - 平日23時台の2本と土休日最終便は深夜バス。

#### 旭ヶ丘系統
系統番号は20番台が与えられている。
阪急豊中駅では4番のりば、桃山台駅では3番のりばからの発車。
- 20系統：津雲台七丁目 - 桃山台駅 - 熊野町東 - 旭ヶ丘団地前 - 旭ヶ丘[経路 1] - 熊野田小学校前 - 豊中市役所北 - 克明小学校前 - 阪急豊中駅[直通 13]

- 21系統：津雲台七丁目 → 桃山台駅 → 熊野町東 → 旭ヶ丘団地前 → 旭ヶ丘 → 旭ヶ丘北口 → 熊野田小学校前 → 豊中市役所北 → 克明小学校前 → 阪急豊中駅[直通 14]

- 22系統：桃山台駅 → 熊野町東 → 旭ヶ丘団地前 → 旭ヶ丘 → 旭ヶ丘北口 → 熊野田小学校前 → 豊中市役所北 → 克明小学校前 → 阪急豊中駅[直通 15]
  - 上述の通り、平日朝の1本のみ。

- 23系統：津雲台七丁目 → 桃山台駅 → 熊野町東 → 旭ヶ丘団地前 → 旭ヶ丘 → 旭ヶ丘北口 → 熊野田小学校前 → 豊中市役所北 → 克明小学校前 → 阪急豊中駅[直通 16]

- 28系統：津雲台七丁目 - 桃山台駅 - 熊野町東 - 熊野田小学校前 - 豊中市役所北 - 克明小学校前 - 阪急豊中駅
  - 旭ヶ丘を経由しない便で、平日朝の阪急豊中駅発桃山台駅行き、平日夕方以降の桃山台駅発阪急豊中駅行きのみ運行。

- 25系統：津雲台七丁目 - 桃山台駅 - 熊野町東 - 旭ヶ丘団地前 - 旭ヶ丘[経路 1] - 熊野田小学校前 - 長興寺 - 阪急曽根駅 - 阪急岡町駅 - 克明小学校前 - 阪急豊中駅[直通 17]
  - 阪急曽根駅 - 阪急豊中駅の間は日中および夜間の運行。また津雲台七丁目 - 桃山台駅間の運行は寡少で津雲台七丁目 - 阪急豊中駅間の通し運行は行われていない。上記の改正では、運行が30分間隔から60分間隔に減便された。
  - 平日最終便の桃山台駅行きは深夜バス。

### 千里ニュータウン線
豊中市・吹田市の2市に跨がる巨大住宅地、千里ニュータウン内の各地区と駅を結ぶ路線。
ニュータウン内に所在する千里中央・桃山台駅・阪急北千里駅・阪急南千里駅の4駅が拠点であり、系統により乗り入れる駅が異なるが、千里中央のみほとんどの系統が乗り入れる。それ以外は主にニュータウン南側の路線が桃山台駅・阪急南千里駅に、北側の路線が阪急北千里駅に乗り入れる。
北千里駅方面の系統は、運行距離が短い割に利用率が高く本数も多い。
豊中市内線同様、均一運賃かつ専用1日乗車券あり。「市内線」と付かない路線で1日乗車券があるのは阪急バスではこれが唯一である。
2022年4月以降は61・67・71・76・77系統において電気バスも運用に入っている。

#### 南町・津雲台方面
ニュータウン東部及び南部を経由する。60系統及び62系統は2011年1月28日のダイヤ改正で新設された系統である。67系統は千里営業所の入出庫系統。
千里中央では4-Bのりば、桃山台駅では千里中央行きが5番・阪急南千里駅方面行きが2番のりば、阪急南千里駅では桃山台駅方面行きが1番・津雲台センター方面行きが3番のりばからの発車。
- 60系統：津雲台センター前 → 津雲台二丁目 → 桃山台駅
  - 平日朝の片道2本のみ。

- 61系統：千里中央 - 南町二丁目 - 桃山台駅 - 阪急南千里駅 - 津雲台センター前 - 阪急山田駅 - 千里営業所前
  - 千里中央 - 桃山台駅間のみの運行があるほか、桃山台駅発津雲台センター前止まりの区間便も存在した。
  - 阪急山田駅では両方向ともに1番のりばからの発車。

- 62系統：桃山台駅 → 阪急南千里駅 → 津雲台センター前 → 阪急南千里駅[直通 18]
  - 阪急南千里駅に到着後、引き続き69系統として運行。津雲台センター前発の短距離便も存在した。

- 65系統：千里中央 - 南町二丁目 - 桃山台駅 - 阪急南千里駅 - 津雲台センター前 - 津雲台二丁目 - 津雲台七丁目
  - 桃山台駅 - 津雲台七丁目間のみの区間便も存在した。

- 67系統：千里中央 - 東町三丁目 - 東町センター前 - 津雲台七丁目
  - 朝夕に数往復ずつの設定。土休日は朝は千里中央行き、夕方は千里中央発のみ。

#### 佐竹台・高野台循環
ニュータウン南東部にある佐竹台・高野台方面への系統。68系統は東町センター前・津雲台センター前等のニュータウン東部、69系統は南町二丁目・桃山台駅等のニュータウン南部を経由する。日中は68系統のみが1時間に1〜2本運行。
千里中央では4-Bのりば、阪急南千里駅では佐竹台・高野台方面行きは4番のりばからの発車。
以前は、桃山台駅前や南千里始発着の便が存在した。
なお、単に「佐竹台」「高野台」と称する停留所は存在しない。
- 68系統：千里中央 → 東町三丁目 → 東町センター前 → 津雲台センター前 → 阪急南千里駅 → 佐竹台 → 高野台 → 阪急南千里駅 → 津雲台センター前 → 東町センター前 → 東町三丁目 → 千里中央
  - 阪急南千里駅発の区間便あり。千里中央発南千里止まりの区間便も存在した。
  - 阪急南千里駅における千里中央行きののりばは2番のりば。この系統のみが発着する。

- 69系統：千里中央 → 南町二丁目 → 桃山台駅 → [直通 19]阪急南千里駅 → 佐竹台 → 高野台 → 阪急南千里駅 → 桃山台駅 → 南町二丁目 → 千里中央
  - 阪急南千里駅（62系統からの系統変更含む）や桃山台駅発着も存在する。
  - 桃山台駅では循環前は2番のりばに、循環後は5番のりばに停車する。阪急南千里駅における桃山台駅方面行きののりばは1番のりば。

#### 北町・青山台方面
千里中央からニュータウン北部を経由し、阪急北千里駅に至る系統。
片道約15〜20分の短距離路線だが利用客は多く、昼間でも毎時4本運行されている。ルートは阪大病院線・72系統と並行している。
千里中央では8のりば、阪急北千里駅では3のりばからの発車。
- 71系統：千里中央 - 北町二丁目 - 青山台二丁目 - 青山台四丁目 - 阪急北千里駅[直通 20]
  - 青山台四丁目発千里中央行きの区間便あり。
  - 千里中央行きは日中の4本に1本が阪急北千里駅で阪大病院線171系統から系統変更して引き続き運行となる便。
  - 平日最終便は両方向共に深夜バス。

#### 古江台・藤白台循環
千里中央から阪急北千里駅を通り、ニュータウン北東部にある古江台・藤白台方面への系統。千里中央から東に直行し約10分で阪急北千里駅に着く。
元々千里中央 - 北千里間のルートが異なっており、昭和50年頃には往復（千里中央発後・着前）ともに西町三丁目を経由し、昭和55年頃には千里中央発後・着前のどちらか片方でのみ同停留所を経由する形となった。その後76・77系統が開設され現在のようになる。
本数は毎時4本で、76系統と77系統が交互に運行される。
どちらも早朝に阪急北千里駅発千里中央行きが運行される。
千里中央では9のりばから発車。阪急北千里駅では循環前は1のりば、循環後の千里中央行きは2のりばにそれぞれ停車する。
佐竹台や高野台と同様、単に「古江台」「藤白台」と称する停留所は存在しない。
- 76系統：千里中央 → 東町三丁目 → 阪急北千里駅 → 藤白台 → 古江台 → 阪急北千里駅 → 東町三丁目 → 千里中央

- 77系統：千里中央 → 東町三丁目 → 阪急北千里駅 → 古江台 → 藤白台 → 阪急北千里駅 → 東町三丁目 → 千里中央
  - 最終便は循環後、阪急北千里駅で運転を打ち切る（始発停留所は千里中央）。平日は深夜バスとなる。

### 東泉丘線
途中停留所2つのみの非常に距離の短い路線だが日中でも1時間に3本が運行されており、平日は深夜バスも設定されている（最終便のみ）。
桃山台駅では5番のりばからの発車。
- 55系統：桃山台駅 - 緑地公園グリーンハイツ前

### 阪大病院線
千里中央駅から万博記念公園の外周を経て同公園北側に位置する大阪大学吹田キャンパスへ向かう路線。
千里中央では72系統を除き6のりばからの発車。

#### 千里中央・阪大往復
千里中央と阪大を最短経路で結ぶ。
2006年までは当営業所と茨木営業所の、同年から2024年3月までは茨木と石橋営業所の共同運行。2024年以降、当営業所が運用に復帰している。
元々千里営業所が管轄していた便と茨木営業所が管轄していた便では成り立ちが全く異なる（大阪営業所の項も参照）。
千里→石橋が管轄していた便は元々「千里空港線」として当営業所（1989年までは豊中営業所）が大阪国際空港 - 千里中央間で運行していた路線である。基本系統の161系統と千里中央 - 阪大本部前間を延長した164系統があり日中も本数が多かったが、大阪モノレールの大阪空港乗り入れに伴い164系統の千里中央 - 阪大本部前間を残し廃止。残った区間が阪大病院線となる。その後、2006年に箕面中央線などと共に石橋に移管された。
一方、茨木営業所が管轄していた便は「茨木美穂ヶ丘線」をベースとする。2005年12月14日に、当時千里営業所が管轄していた阪大病院線164系統と茨木営業所が管轄していた茨木美穂ヶ丘線100系統が全く同じ経路をとっていたことから、100系統を阪大病院線に編入し164系統に改称した。その後も残った系統は茨木美穂ヶ丘線として運行されており、千里中央から大学敷地内に入らず茨木美穂ヶ丘へ向かう101系統や大学敷地内を経由し美穂ヶ丘を結ぶ105系統、大学・美穂ヶ丘経由で千里中央に戻る102系統などがあったが、2024年3月23日の改正で路線ごと廃止となった。平日日中は阪大本部前方面は171系統のみの1時間間隔、千里中央方面は72系統、164系統各1本ずつで約30分間隔で運行されている。
モノレール彩都線増発の影響もあり千里中央から阪大方面のバス利用者が減少しているという背景から、同日改正ではそれまで平日日中にも頻発されていた本系統も大幅に減便された。
- 164系統：千里中央 - 阪大東口 - 阪大医学部病院前 - 阪大本部前
  - 急行便で、千里中央 - 阪大東口間は無停車。

#### 千里ニュータウン直通循環
片側で千里ニュータウンや阪急北千里駅を経由し、もう片側では最短ルートで上記2点を結ぶ循環系統。以前は164系統と同じように千里中央 - 阪大東口間ノンストップだったが、2024年より茨木美穂ヶ丘線廃止の影響で171系統は記念公園西口・阪大南口にも停車するようになった。また、停留所位置の関係上、72系統は阪大口には停車しない。
平日日中のみ、1時間おきの運行。
- 72系統：千里中央 → 北町二丁目 → 青山台二丁目 → 青山台四丁目 → 阪急北千里駅 → 金蘭会学園前 → 阪大歯学部病院前 → 阪大本部前 → 阪大医学部病院前 → 阪大東口 → 千里中央
  - 千里中央では71系統とともに8のりばから発車。171系統→71系統の対となる存在である。

- 171系統：千里中央 → 阪大東口 → 阪大医学部病院前 → 阪大本部前 → 阪大歯学部病院前 → 阪大口 → 金蘭会学園前 → 阪急北千里駅[直通 21]
  - 阪急北千里駅に到着後は引き続き千里ニュータウン線・71系統となり、千里中央まで運行される。

### 吹田市内線
18系統は吹田営業所との共同運行。
かつては、桃山台駅前を発着とする系統も担当していたが、2025年現在は桃山台駅を発着する千里営業所担当の便は存在しない。ただし2024年現在の千里営業所管轄の路線図には千里中央、桃山台駅発着の系統を中心に千里営業所が運行を担当していない吹田市内線の一部系統も掲載されている。
- 16系統：下山田 - 新小川 - 阪急山田駅
  - 16系統は、山田樫切山と山田宮ノ前を経由しないもので、土休日1往復のみの運行。

- 18系統：JR岸辺駅（北口） - 七尾 - 山田南 - 下山田 - 山田樫切山 - 山田宮ノ前 - 新小川 - 阪急山田駅 - 千里営業所前 - 津雲台七丁目 - 千里中央
  - 朝に下山田発（阪急山田駅または千里中央行き）、夕方以降に下山田止まり（全便千里中央発）の区間便も設定されている。阪急山田駅 - JR岸辺駅（北口）の区間便もあり。平日の阪急山田駅発着の一部便は吹田営業所が担当している。

### 阪北線
2020年10月5日に豊中営業所が担当していた阪北線のうち、新大阪 - 大阪国際空港系統（160系統）と梅田 - 箕面系統（13・63系統）を統合の上、新大阪 - 柴原駅・箕面系統に再編し千里営業所へ移管した。阪急豊中駅 - 柴原口間では豊中市内線（北緑丘系統）と並行する。
運行頻度は1時間に1便程度。運行開始当初は平日2往復のみ箕面発着が運行されていたが、2024年3月23日に全て柴原阪大前駅以南での運行となった。
この系統が設定されて以降、それまで平日のみ乗り入れていた「柴原駅」（2021年4月12日以降は「柴原阪大前駅」）バス停については、土休日にも乗り入れるようになった。
阪急豊中駅では柴原阪大前駅行きが1番のりば、新大阪行きが5番のりばからの発車。
- 50系統：新大阪 - 新高一丁目 - 日出町 - 庄内駅前 - 服部 - 阪急豊中駅 - 豊中本町四丁目 - 柴原阪大前駅（市立豊中病院前）

### 豊中東西線
2021年4月1日にクリーンランド線や豊中病院線（大阪営業所担当）等を再編の上開設された路線で、2022年4月1日に当初担当していた吹田営業所から移管された。
全線通し便のほか、緑地公園駅 - 阪急曽根駅/クリーンランド間の区間便があるため運行頻度は緑地公園駅と阪急曽根駅間は1時間に1 - 4回、阪急曽根駅からクリーンランドまでは1 - 2時間に1回、クリーンランドからイオンモール伊丹までは2 - 3時間に1回程度と区間により差がある。また、再編に合わせて「緑地公園駅前」が「緑地公園駅（西口）」、「阪急曽根」が「阪急曽根駅」など停留所名の変更が行われている。
クリーンランドとJR伊丹駅の区間は無停車。同区間は伊丹市バス23系統と並走しており、こちらは途中に停留所を設けている。
- 95系統：緑地公園駅（西口） - 西願寺橋 - 履正社高校 - 阪急曽根駅 - 原田中一丁目 - クリーンランド - イオンモール伊丹（JR伊丹駅東口）

### ニューム・ジェット線
大阪船場繊維卸商団地（コムアートヒル）内にある卸問屋『ジェット』へのシャトル路線。2020年に茨木営業所より移管された。
前乗り後降りの運賃先払い方式を採用しており、乗車時にジェットの登録カードを呈示すれば無料となる（同伴者も対象）。
- 千里中央 - 箕面船場阪大前駅 - ニューム・ジェット
- 箕面萱野駅 - ニューム・ジェット

## 過去の主な担当路線
この他に、粟生団地線のごく一部や彩都線なども管轄していた。

### 千里茨木線
阪急茨木市駅・JR茨木駅と千里中央駅を、万博記念公園内を経由して結ぶ路線。
沿線に大阪屈指の遊園地であるエキスポランドが立地することから休日や夏休みには臨時便が出るほどの盛況ぶりだったが、1990年の大阪モノレール開通後は多くの系統が廃止・減便され、2018年10月14日の112・113系統廃止に伴い、全ての系統が廃止となった。
「エキスポランド」「記念公園北口」停留所はそれぞれ現在の「万博記念公園駅」「阪大南口」停留所に相当。また「モノレール茨木」停留所は現在の宇野辺駅に該当し、1997年4月に改称されたが、バス停の名称は廃止まで変更されなかった。
なお、JR茨木と万博記念公園駅間には2015年10月16日よりエキスポシティ線（茨木営業所担当、近鉄バスと共同運行）が走っていたが、2023年3月に阪急バス運行便は休止となっている。2024年には近鉄バス運行便も休止。
112系統と復路にあたる113系統は一時期茨木営業所の担当となっていた。119・120系統は繁忙期のみの運行。
- 111系統：千里中央 - モノレール茨木 - JR茨木 - 阪急茨木
  - 1997年12月22日に廃止。

- 112系統：千里中央 → 万博記念公園駅 → 記念公園西口 → 日本庭園前 → JR茨木 → 阪急茨木

- 113系統：阪急茨木 → JR茨木 → 自然文化園・日本庭園中央 → 日本庭園前 → 万博記念公園駅 → 千里中央

- 114系統：千里中央 → 記念公園南口 → エキスポランド → 千里中央

- 115系統：千里中央 → 記念公園北口 → 日本庭園前 → エキスポランド → 千里中央

- 118系統：阪急山田 → 記念公園北口 → 日本庭園前 → エキスポランド → 阪急山田

- 119系統：阪急茨木 → JR茨木 → モノレール茨木 → エキスポランド → 千里中央

- 120系統：千里中央 → エキスポランド → 記念公園北口 → 日本庭園前 → モノレール茨木 → JR茨木 → 阪急茨木

## 車両

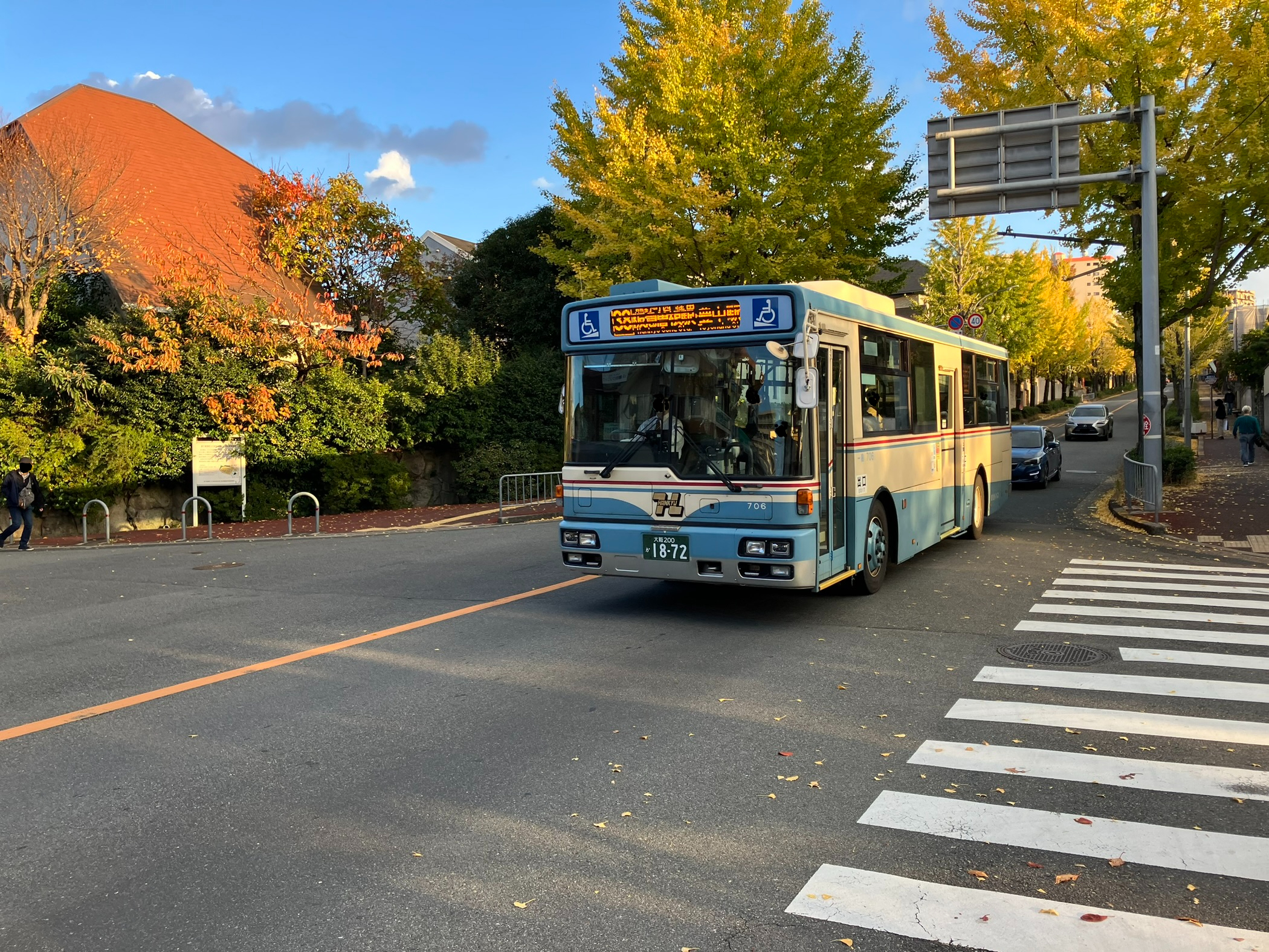
復刻塗装車の阪急バス706号車

上述の通り2020年時点で128台在籍する大規模営業所であり、日野・いすゞ・三菱ふそう・日産ディーゼルの4車種を配備する。
旺盛な需要に対応するため、大型長尺の車両が多く配置されている。以前は千里ニュータウン線向けに、日野・レインボーHRや日産ディーゼル・スペースランナーJPなどの中型ロング車が存在した。過去には1993年、阪急バス初のハイブリッド車であった日野・ブルーリボンHIMRを当営業所に配備した実績がある。
最近は三菱ふそう・エアロスターの新車投入が進んでいる一方で、西日本車体工業製の車体を架装したいすゞ・エルガや日野・ブルーリボンの廃車が進んでいる。また、2022年4月1日の豊中東西線のダイヤ改正に伴い、三菱ふそう・エアロミディや日野・レインボーが吹田営業所から移籍した。
2021年10月1日から大阪大学のキャンパス間移動用の特定用途車にBYD製大型電動バスK8を導入。2022年4月11日からは千里ニュータウン線での運用も開始した。
千里ニュータウンなどの人口が多い地域を走るので、広告需要を見込んでラッピングバスが多く配置されている（例：あいおいニッセイ同和損保、伊藤園、キリンビバレッジ、アップ教育企画など）。特に、ヤシロが運営する「なごみ霊廟（北摂池田メモリアルパーク）」のラッピングは合計3台の車両にラッピング歴がある。他には、阪急バス85周年の復刻塗装車が所属している。